# A Year Without Rain Tour
A Year Without Rain Tour es la segunda gira de conciertos de la banda estadounidense Selena Gomez & the Scene. Marcado como el tour principal de la banda, promocionó su segundo álbum de estudio A Year Without Rain. La vocalista de la banda, afirmó que esta sería una gira con producción total que visitaría el continente americano.

## Antecedentes
Anteriormente, la gira de la banda era en los Estados Unidos y Europa, tocando en las ferias estatales y festivales de música con un par de conciertos como artistas principales. La gira se convirtió en un gran éxito con los críticos y espectadores, vendiendo muchas fechas en los Estados Unidos. Después del lanzamiento de su segundo álbum de estudio, la banda participó junto a Katy Perry, Bruno Mars y Enrique Iglesias para la KIIS-FM Jingle Ball Concert Series. Gómez destacó su emoción por la visita y dijo que siempre tenía la motivación para planificar un "gran" tour en el 2011. Durante una entrevista en el backstage, comentó que ella fue la conceptualista de la gira hasta el escenario y la producción y prometió un show increíble con una espectáculo "épico" en el escenario para el 2011. La gira fue anunciada oficialmente en el sitio web oficial de la banda en septiembre de 2010 para comenzar en Londres. La banda realizó sus primeras fechas en América del Sur, antes de viajar a los Estados Unidos a actuar en festivales. En total todo el tour recaudó 23 400 156 dólares aproximadamente. Esta gira vendió todas las boletas en menos de tres días en lugares como Las Vegas, Nueva York y Los Ángeles.

## Actos de apertura
- Allstar Weekend
- Days Difference (Dixon)[6]
- Christina Grimmie
- Highway (Argentina)

## Repertorio
| 2010 |
| --- |
| 1. "Round & Round" 2. "Crush" 3. "Kiss & Tell" 4. "More" 5. "You Belong with Me" 6. "I Won't Apologize" 7. "The Way I Loved You" 8. "A Year Without Rain" 9. "I Don't Miss You At All" 10. "Off the Chain" 11. "Hot n Cold" 12. "Falling Down" 13. "Love Is a Battlefield" 14. "In My Head" 15. "Tell Me Something I Don't Know" Encore 1. "Naturally" 2. "Magic" Jingle Ball 1. "Round & Round" 2. "Off the Chain" 3. "Rock God" 4. "A Year Without Rain" 5. "Naturally" |

| 2011 |
| --- |
| 1. "Round & Round" 2. "Kiss & Tell" 3. "More" 4. "You Belong with Me" 5. "Off the Chain" 6. "The Way I Loved You" 7. "Falling Down" 8. "Love Is a Battlefield" 9. "In My Head" 10. "Intuition" 11. "Rock God" 12. "A Year Without Rain" 13. "Parachute" (Cheryl Cole cover) 14. "Tell Me Something I Don't Know" Encore 1. "Naturally" 2. "Magic" |

## Fechas
| Europa                  |                   |                |                                    |
| 20 de octubre de 2010   | Londres           | Reino Unido    | HMV Hammersmith Apollo             |
| América del Norte       |                   |                |                                    |
| 23 de octubre de 2010   | Las Vegas         | Estados Unidos | Theatre for the Performing Arts    |
| 24 de octubre de 2010   | Phoenix           | Estados Unidos | Arizona Veterans Memorial Coliseum |
| 26 de octubre de 2010   | Los Ángeles       | Estados Unidos | The Roxy                           |
| 6 de noviembre de 2010  | Columbus          | Estados Unidos | Celeste Center                     |
| 26 de noviembre de 2010 | Grand Prairie     | Estados Unidos | Verizon Theater at Grand Prairie   |
| 27 de noviembre de 2010 | Tulsa             | Estados Unidos | Brady Theater                      |
| 5 de diciembre de 2010  | Los Ángeles       | Estados Unidos | Nokia Theatre L.A. Live            |
| 6 de diciembre de 2010  | Mineápolis        | Estados Unidos | Target Center                      |
| 8 de diciembre de 2010  | Camden            | Estados Unidos | Susquehanna Bank Center            |
| 9 de diciembre de 2010  | Lowell            | Estados Unidos | Tsongas Center                     |
| 10 de diciembre de 2010 | Nueva York        | Estados Unidos | Madison Square Garden              |
| 11 de diciembre de 2010 | Sunrise           | Estados Unidos | BankAtlantic Center                |
| 23 de enero de 2011     | San Juan          | Puerto Rico    | Coliseo José Miguel Agrelot        |
| América del Sur         |                   |                |                                    |
| 2 de febrero de 2011    | Santiago de Chile | Chile          | Movistar Arena                     |
| 4 de febrero de 2011    | Buenos Aires      | Argentina      | Estadio G.E.B.A.                   |
| América del Norte       |                   |                |                                    |
| 5 de marzo de 2011      | Hidalgo           | Estados Unidos | State Farm Arena                   |
| 6 de marzo de 2011      | Houston           | Estados Unidos | Reliant Stadium                    |
| 20 de marzo de 2011     | Los Ángeles       | Estados Unidos | Gibson Amphitheatre                |
| 7 de mayo de 2011       | Dixon             | Estados Unidos | Dixon Fairground Grandstand        |
| 14 de mayo de 2011      | Los Ángeles       | Estados Unidos | Staples Center                     |